# Pseudanophthalmus exiguus
Pseudanophthalmus exiguus är en skalbaggsart som beskrevs av Krekeler. Pseudanophthalmus exiguus ingår i släktet Pseudanophthalmus och familjen jordlöpare. Inga underarter finns listade i Catalogue of Life.